# Камерун на летних Олимпийских играх 2008
Олимпийская сборная Камеруна приняла участие в летних Олимпийских играх 2008 года, отправив 33 спортсменов, соревновавшихся в 9 видах спорта. По итогам соревнований Франсуаза Мбанго Этон завоевала золотую медаль в тройном прыжке среди женщин.

## Медали
| Медаль | Спортсмен             | Спорт           | Дисциплина              |
| ------ | --------------------- | --------------- | ----------------------- |
|        | Франсуаза Мбанго Этон | Лёгкая атлетика | Тройной прыжок, женщины |

## Результаты соревнований

### Академическая гребля
В следующий раунд из каждого заезда проходили несколько лучших экипажей (в зависимости от дисциплины). В финал A выходили 6 сильнейших экипажей, остальные разыгрывали места в утешительных финалах B-F.
Мужчины
| Соревнование | Спортсмены      | Предварительный заезд | Предварительный заезд | Предварительный заезд | Отборочный заезд | Отборочный заезд | Отборочный заезд | Четвертьфинал | Четвертьфинал | Четвертьфинал | Полуфинал     | Полуфинал     | Полуфинал     | Финал   | Финал   | Итоговое место |
| Соревнование | Спортсмены      | Заезд                 | Время                 | Место                 | Заезд            | Время            | Место            | Заезд         | Время         | Место         | Заезд         | Время         | Место         | Время   | Место   | Итоговое место |
| ------------ | --------------- | --------------------- | --------------------- | --------------------- | ---------------- | ---------------- | ---------------- | ------------- | ------------- | ------------- | ------------- | ------------- | ------------- | ------- | ------- | -------------- |
| одиночки     | Пол Этиа Ндумбе | 3                     | 7:59,26               | 5                     | Не проводится    | Не проводится    | Не проводится    | Не участвовал | Не участвовал | Не участвовал | Полуфинал E/F | Полуфинал E/F | Полуфинал E/F | Финал E | Финал E | 28             |
| одиночки     | Пол Этиа Ндумбе | 3                     | 7:59,26               | 5                     | Не проводится    | Не проводится    | Не проводится    | Не участвовал | Не участвовал | Не участвовал | 2             | 7:29,68       | 2             | 7:21,34 | 5       | 28             |

### Бокс
На Олимпийские игры квалифицировались трое камерунских боксёра: Джозеф Мулема — на первом континентальном турнире, Томас Эссомба и Махаман Смайла — на втором африканском турнире.
| Спортсмен      | Категория | 1/16                          | 1/8                     | Четвертьфинал        | Полуфинал            | Финал                |
| Спортсмен      | Категория | Соперник Результат            | Соперник Результат      | Соперник Результат   | Соперник Результат   | Соперник Результат   |
| -------------- | --------- | ----------------------------- | ----------------------- | -------------------- | -------------------- | -------------------- |
| Томас Эссомба  | до 48 кг  | Оганес Даниелян (ARM) П 3-9   | Завершил выступление    | Завершил выступление | Завершил выступление | Завершил выступление |
| Махаман Смайла | до 64 кг  | Роньель Иглесиас (CUB) П 1-15 | Завершил выступление    | Завершил выступление | Завершил выступление | Завершил выступление |
| Джозеф Мулема  | до 69 кг  | Бруно Бонгонго (CAF) В 17-2   | Канат Ислам (CHN) П 4-9 | Завершил выступление | Завершил выступление | Завершил выступление |

### Борьба
Вольная среди женщин
| Спортсмен    | Дисциплина | 1/8                 | 1/4                | Полуфинал          | Доп. раунд 1       | Доп. раунд 2       | Финал              |
| Спортсмен    | Дисциплина | Соперник Результат  | Соперник Результат | Соперник Результат | Соперник Результат | Соперник Результат | Соперник Результат |
| ------------ | ---------- | ------------------- | ------------------ | ------------------ | ------------------ | ------------------ | ------------------ |
| Али Аннабель | До 72 кг   | Агнешка Вещек П 0-3 | не прошла          | не прошла          | не прошла          | не прошла          | не прошла          |

### Дзюдо
Мужчины
| Спортсмен     | Категория | Отборочный                  | 1/16                      | 1/8                | 1/4                | Полуфинал          | 1-й доп. раунд     | Дополнительный четвертьфинал | Дополнительный полуфинал | Финал              |
| Спортсмен     | Категория | Соперник Результат          | Соперник Результат        | Соперник Результат | Соперник Результат | Соперник Результат | Соперник Результат | Соперник Результат           | Соперник Результат       | Соперник Результат |
| ------------- | --------- | --------------------------- | ------------------------- | ------------------ | ------------------ | ------------------ | ------------------ | ---------------------------- | ------------------------ | ------------------ |
| Франк Муссима | До 100 кг | Артуро Мартинес В 0100-0001 | Даниэль Хадфи П 0010-1002 | не прошёл          | не прошёл          | не прошёл          | не прошёл          | не прошёл                    | не прошёл                | не прошёл          |

### Лёгкая атлетика
| Спортсмен             | Дисциплина                 | Квалификация 1 | Квалификация 1 | Четвертьфинал | Четвертьфинал | Полуфинал | Полуфинал | Финал     | Финал     |
| Спортсмен             | Дисциплина                 | Результат      | Место          | Результат     | Место         | Результат | Место     | Результат | Место     |
| --------------------- | -------------------------- | -------------- | -------------- | ------------- | ------------- | --------- | --------- | --------- | --------- |
| Хуго Мамба-Шлик       | Тройной прыжок, мужчины    | 16.01 м        | 15             |               |               |           |           | не прошёл | не прошёл |
| Мириам Леони Мани     | 100 м, женщины             | 10.50          | 39             | 10.08         | 34            | не прошла | не прошла | не прошла | не прошла |
| Кароль Кабуд Мебам    | 400 м с барьерами, женщины | 57.81          | 24             | не прошла     | не прошла     | не прошла | не прошла | не прошла | не прошла |
| Франсуаза Мбанго Этон | Тройной прыжок, женщины    | 14.50          | 6              |               |               |           |           | 15.39     |           |
| Жоржина Тот           | Молот, женщины             | NM             | -              |               |               |           |           | не прошла | не прошла |

NM — нет засчитанных попыток

### Настольный теннис
Женщины
| Спортсмен            | Дисциплина               | Отборочный раунд   | Раунд 1            | Раунд 2            | Раунд 3            | Раунд 4            | 1/4                | 1/2                | Финал              |
| Спортсмен            | Дисциплина               | Соперник Результат | Соперник Результат | Соперник Результат | Соперник Результат | Соперник Результат | Соперник Результат | Соперник Результат | Соперник Результат |
| -------------------- | ------------------------ | ------------------ | ------------------ | ------------------ | ------------------ | ------------------ | ------------------ | ------------------ | ------------------ |
| Викторин Фомун Ангум | Женский одиночный разряд | Цянь Лянь П 0-4    | не прошла          | не прошла          | не прошла          | не прошла          | не прошла          | не прошла          | не прошла          |

### Плавание
| Спортсмен                   | Дисциплина                    | Предварительные заплывы | Предварительные заплывы | Полуфинал | Полуфинал | Финал     | Финал     |
| Спортсмен                   | Дисциплина                    | Результат               | Место                   | Результат | Место     | Результат | Место     |
| --------------------------- | ----------------------------- | ----------------------- | ----------------------- | --------- | --------- | --------- | --------- |
| Ален Тобе Брижон            | Мужчины — 50 м вольным стилем | 24.53                   | 61                      | не прошёл | не прошёл | не прошёл | не прошёл |
| Антуанетт Жойс Гедиа Муаффо | Женщины — 50 м вольным стилем | 33.59                   | 83                      | не прошла | не прошла | не прошла | не прошла |

### Тяжёлая атлетика
Мужчины
| Спортсмен                   | Категория | Рывок     | Рывок | Толчок    | Толчок | Сумма | Место |
| Спортсмен                   | Категория | Результат | Место | Результат | Место  | Сумма | Место |
| --------------------------- | --------- | --------- | ----- | --------- | ------ | ----- | ----- |
| Брис Вивьен Батчая Кетчанке | До 85 кг  | 153       | 13    | 180       | 14     | 333   | 14    |

### Футбол

#### Мужчины
Состав команды
| №              | Имя                    | Клуб                     | Дата рождения   | Возраст | Игр     | Голов   |
| Вратари        | Вратари                | Вратари                  | Вратари         | Вратари | Вратари | Вратари |
| -------------- | ---------------------- | ------------------------ | --------------- | ------- | ------- | ------- |
| 1              | Амур Патрик Тиньем     | Тоннер Яунде             | 14 июня 1985    | 23      | 4       | -3      |
| 16             | Жослен Майеби          | Хакоа Маккаби Амидар     | 14 октября 1986 | 21      | 0       | 0       |
| Защитники      |                        |                          |                 |         |         |         |
| 3              | Антонио Гомси*         | Мессина                  | 22 апреля 1984  | 24      | 4       | 0       |
| 4              | Андре Бикей            | Рединг                   | 8 января 1985   | 23      | 4       | 0       |
| 5              | Александр Сонг         | Арсенал (Лондон)         | 9 сентября 1987 | 20      | 3       | 0       |
| 12             | Пол Роллан Бебей Кинге | Лез Астр                 | 9 ноября 1986   | 21      | 3       | 0       |
| 13             | Николя Нкулу           | Монако                   | 27 марта 1990   | 18      | 3       | 0       |
| 18             | Алексис Энам           | Клаб Африкэн             | 25 ноября 1986  | 21      | 2       | 0       |
| 22             | Адиаба Бондоа          | ДАК 1904 Дунайска Стреда | 2 января 1987   | 21      | 0       | 0       |
| Полузащитники  |                        |                          |                 |         |         |         |
| 6              | Стефан Мбиа            | Ренн                     | 20 мая 1986     | 22      | 4       | 1       |
| 8              | Жорж Манджек           | Штутгарт                 | 9 декабря 1988  | 19      | 2       | 1       |
| 9              | Франк Сонго'О          | Портсмут                 | 14 мая 1987     | 21      | 4       | 0       |
| 14             | Орельен Шеджу          | Лилль                    | 20 июня 1985    | 23      | 4       | 0       |
| 15             | Серже Н'Галь           | Униао Лейрия             | 28 ноября 1986  | 21      | 4       | 0       |
| 17             | Ален Жуниор Олле Олле  | Фрайбург                 | 11 апреля 1987  | 21      | 4       | 0       |
| Нападающие     |                        |                          |                 |         |         |         |
| 2              | Альберт Банинг         | Пари Сен-Жермен          | 9 марта 1985    | 23      | 2       | 0       |
| 7              | Марк Мбуа              | Камбур                   | 26 февраля 1987 | 21      | 2       | 0       |
| 10             | Кристиан Бекаменга     | Нант                     | 9 мая 1986      | 22      | 3       | 0       |
| 11             | Густав Беббе*          | Анкарагюджю              | 22 июня 1982    | 26      | 4       | 0       |
| Главный тренер |                        |                          |                 |         |         |         |
| Флаг Камеруна  | Жюль Фредерик Ньонга   | Жюль Фредерик Ньонга     | 3 октября 1945  | 62      |         |         |

Звёздочкой (*) отмечены игроки, которые родились ранее 1 января 1985 года.
Результаты
Группа D
|   | Команда          | И | В | Н | П | ГЗ | ГП | +/- | Очки |
| - | ---------------- | - | - | - | - | -- | -- | --- | ---- |
| 1 | Италия           | 3 | 2 | 1 | 0 | 6  | 0  | +6  | 7    |
| 2 | Камерун          | 3 | 1 | 2 | 0 | 2  | 1  | +1  | 5    |
| 3 | Республика Корея | 3 | 1 | 1 | 1 | 2  | 4  | −2  | 4    |
| 4 | Гондурас         | 3 | 0 | 0 | 3 | 0  | 5  | −5  | 0    |

| 7 августа 2008 19:45 | \| Республика Корея \| 1:1 (0:0) отчёт \| Камерун \| \| Парк Чу Ён 68' \| Голы \| Жорж Манджек 81' \| | Стадион Олимпийского спорткомплекса города Циньхуандао, Циньхуандао Зрителей: 21 943 Судья: Джаир Маруффо |
| Республика Корея     | 1:1 (0:0) отчёт                                                                                       | Камерун                                                                                                   |
| Парк Чу Ён 68'       | Голы                                                                                                  | Жорж Манджек 81'                                                                                          |

| 10 августа 2008 17:00 | \| Камерун \| 1:0 (0:0) отчёт \| Гондурас \| \| Стефан Мбиа 74' \| Голы \| \| | Стадион Олимпийского спорткомплекса города Циньхуандао, Циньхуандао Зрителей: 28 657 Судья: Абдулла Аль-Хилали |
| Камерун               | 1:0 (0:0) отчёт                                                               | Гондурас |
| Стефан Мбиа 74'       | Голы                                                                          | |

| 13 августа 2008 17:00 | \| Камерун \| 0:0 отчёт \| Италия \| | Стадион Олимпийского центра в Тяньцзине, Тяньцзинь Зрителей: 47 307 Судья: Мартин Васкес |
| Камерун               | 0:0 отчёт                            | Италия                                                                                   |

Четвертьфинал
| 16 августа 2008 18:00                  | \| Бразилия \| 2:0 (д.в.) отчёт \| Камерун \| \| Рафаэль Собис 101' Жуниор Марсело 105' \| Голы \| \| | Олимпийский спорткомплекс в Шэньяне, Шэньян Зрителей: 41 043 Судья: Дамир Скомина |
| Бразилия                               | 2:0 (д.в.) отчёт                                                                                      | Камерун                                                                           |
| Рафаэль Собис 101' Жуниор Марсело 105' | Голы                                                                                                  |                                                                                   |